# Buffalo Gap National Grassland
Koordinaten: 43° 29′ 47″ N, 102° 53′ 21″ W

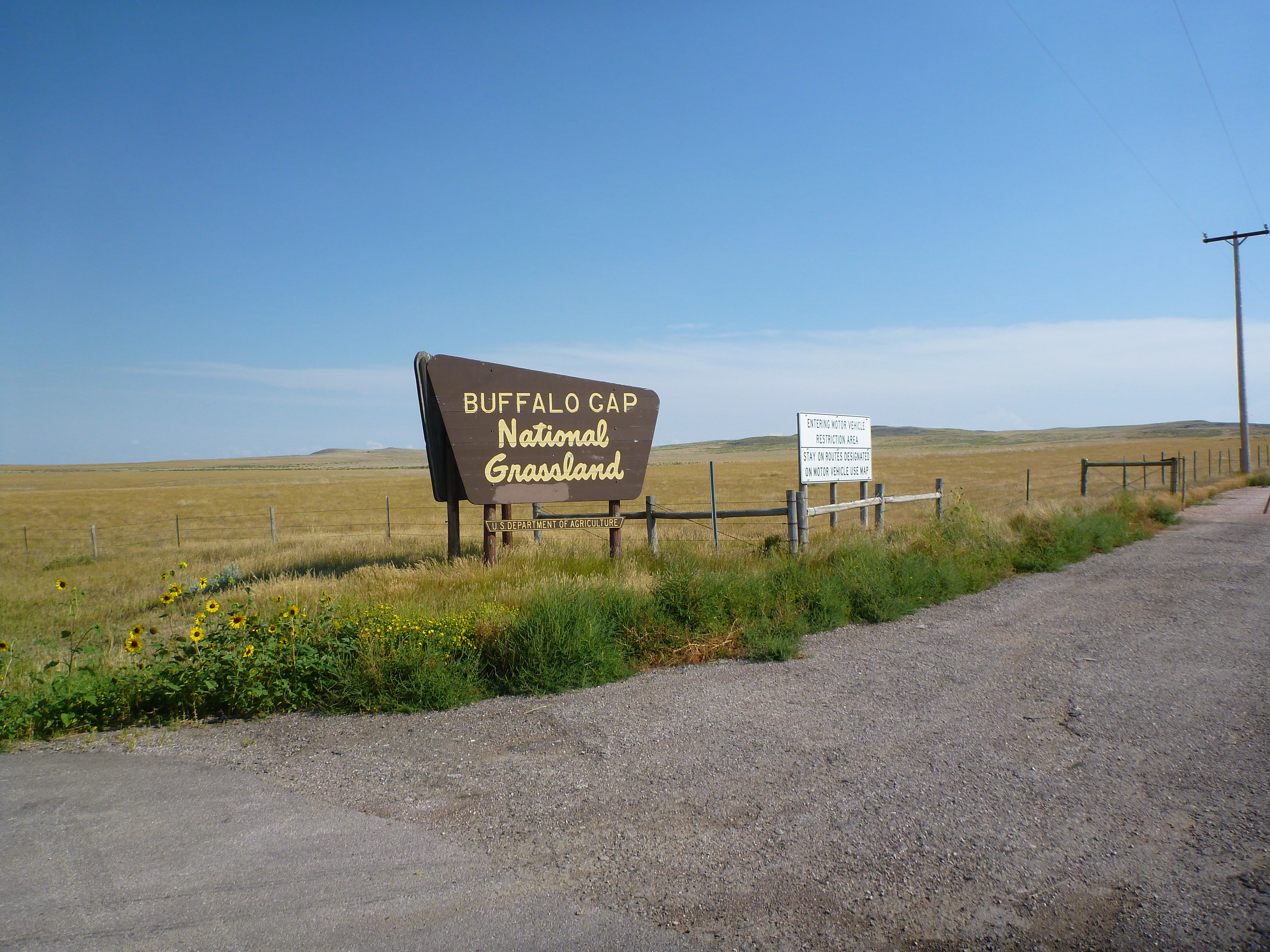
Hinweisschild zum Buffalo Gap National Grassland

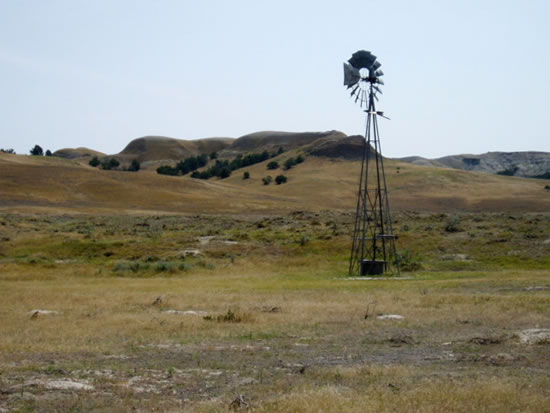
Buffalo Gap National Grassland

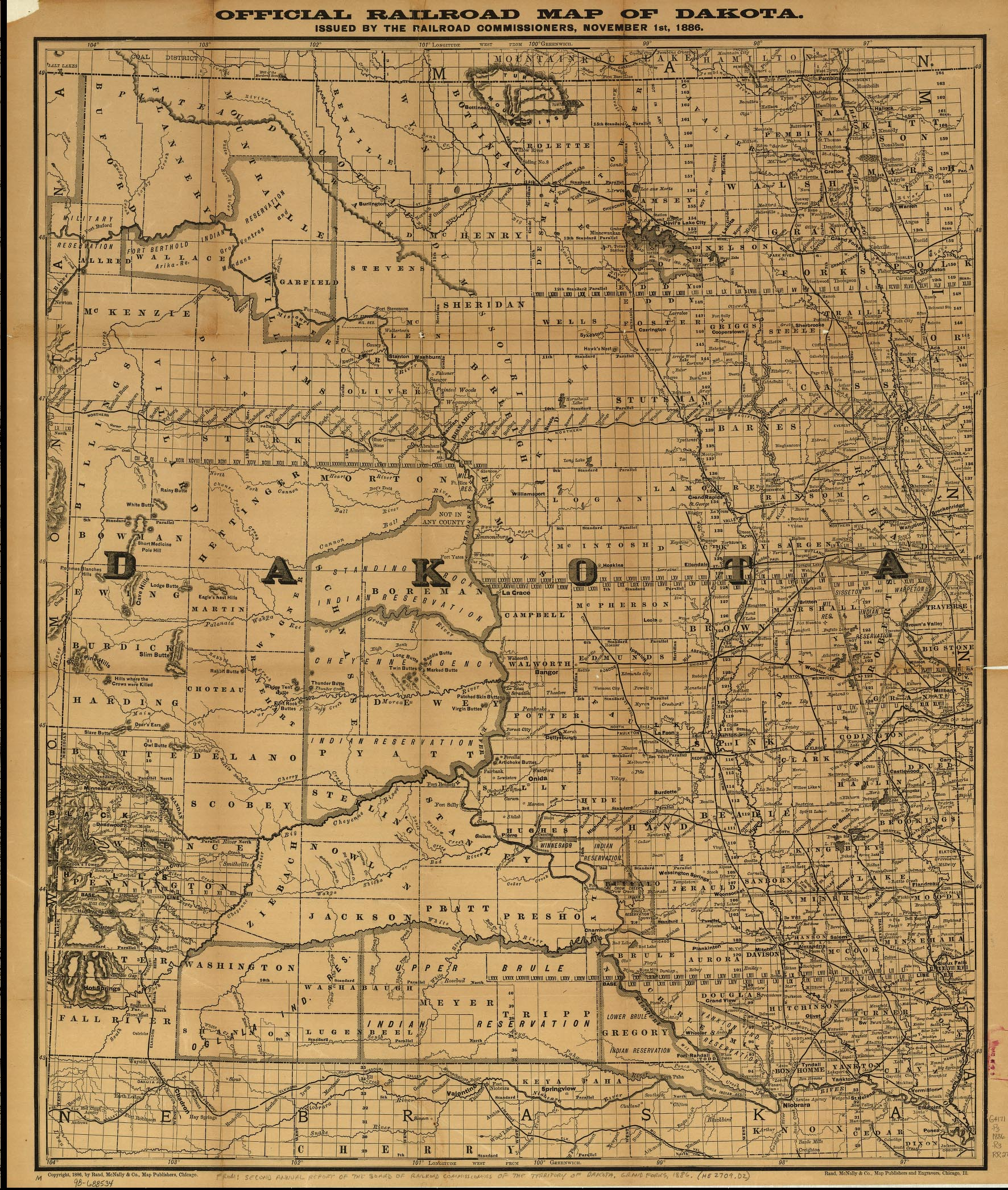
Historische Karte des Dakota-Territorium, nach der Buffalo Gap National Grassland Bestandteil der Pine Ridge Reservation war. (Oglala Indian Reservation)

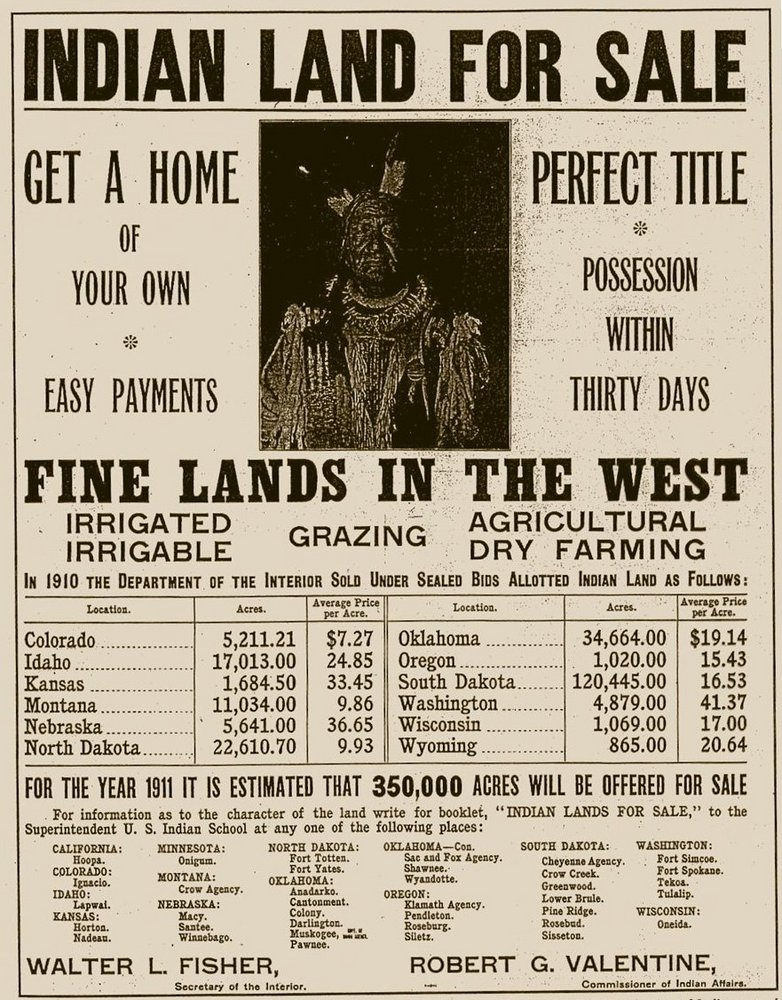
Anzeige für den Verkauf von Land an Weiße aufgrund des „Dawes Act“ 1911

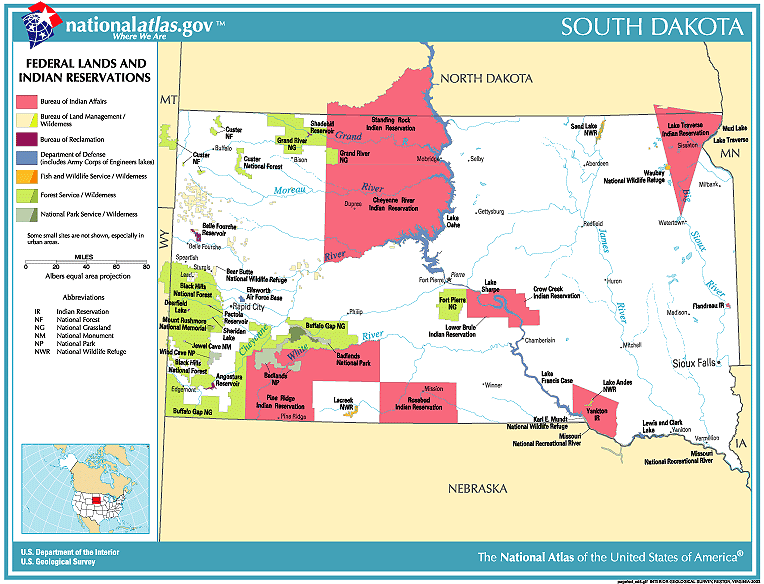
Gebiete unter Kontrolle der Bundesregierung in South Dakota

Buffalo Gap National Grassland ist ein Schutzgebiet (United States National Grassland) im Bundesstaat South Dakota. Mit 2.410,77 km² ist es das zweitgrößte seiner Art. Buffalo Gap National Grassland wurde am 23. Juni 1960 auf Initiative der Bundesregierung durch den United States Forest Service geschaffen. Ursprünglich Teil der Great Sioux Reservation wurde das Gebiet aufgrund des Homestead Act und des Dawes Act von weißen Siedlern besiedelt. Der Kern des heutigen Schutzgebietes entstand aus Farmen, die während der Great Depression der 1930er Jahre in den Präriegebieten des Mittleren Westens aufgrund anhaltender Dürre (Dust Bowl) aufgegeben werden mussten. Die Bundesregierung kaufte die Farmen an, wies sie als National Grasslands aus und renaturierte die ursprüngliche Prärie. In den 1940er Jahren wurden Teile des Gebiets als Übungsgelände und Bomber Abwurf Test-Gelände von der United States Army Air Forces genutzt. Seitdem verwendet die South Dakota National Guard Teile des Geländes als Artillerie-Übungsplatz. Buffalo Gap National Grassland grenzt an die Pine Ridge Indianer Reservation, an den Badlands-Nationalpark und an das Oglala Grassland in Nebraska, Das Schutzgebiet ist verwaltungstechnisch in zwei Bezirke geteilt, in einen östlichen und westlichen Bezirk. Das Hauptquartier des östlichen Bezirks befindet sich in Wall, das des westlichen Bezirks in Hot Springs.
Buffalo Gap National Grassland umfasst Teile von Fall River County, Pennington County, Jackson County, und Custer County, alle befinden sich in South Dakota.

## Geschichte
Ursprünglich wurde das Gebiet von Arikaree Indianern bevölkert. Ende des 18. Jahrhunderts und Anfang des 19. Jahrhunderts wurden sie durch Kriege und Pockenepidemien stark dezimiert. Die wenigen überlebenden Indianer konzentrierten sich daraufhin im nördlich gelegenen Fort Berthold, wo sie noch heute zusammen mit den Mandan und den Hidatsa eine Reservation besitzen, die Fort Berthold Reservation. Die Sioux, die eigentlich im östlich gelegenen Minnesota beheimatet waren, wanderten in das Gebiet ein. Die Migration der Sioux hatte mehrere Gründe. Eine der Gründe war, dass die verfeindeten Cree Indianer von den Franzosen mit Gewehren ausgerüstet worden waren, während die Sioux weiterhin mit Pfeil und Bogen kämpften. Ursprünglich waren die Sioux halb-sesshaft, betrieben im begrenzten Umfang Ackerbau und lebten von der Jagd und Fischerei. 1776 erreichten die ersten Lakota-Sioux-Indianer das Gebiet und die westlich gelegenen Black Hills. Dabei änderte sich die Kultur und das Leben der Lakota. Ihr Leben wurde nun von der Bison Jagd dominiert. Tipis ersetzten Erd-Behausungen und Pferde begannen eine wichtige Rolle in ihrer Kultur zu spielen.
Zu dieser Zeit beanspruchten die Franzosen das Gebiet. Außer im Pelz-Handel waren sie aber nicht sonderlich aktiv. Außer einigen verstreuten Handelsposten entwickelten sie keine weiteren Siedlungs-Aktivitäten. 1803 kauften die Vereinigten Staaten das Gebiet von den Franzosen als Teil des Louisiana Purchase. Auch diese zeigten anfangs keine großen Siedlungs-Aktivitäten. Die Sioux waren als Krieger gefürchtet, eine Erschließung galt lange als ausgeschlossen.
Nach dem für die Sioux glücklich ausgegangenen Red-Cloud-Krieg (1866–1868) verhandelten die Sioux mit der amerikanischen Bundesregierung. Dabei reservierten sie sich 1868 durch den zweiten Vertrag von Fort Laramie große Gebiete. Der Vertrag legte das Gebiet des gesamten heutigen US-Bundesstaates South Dakota westlich des Missouri, einschließlich der Black Hills (von der Nordgrenze in Nebraska bis zum 46. Breitengrad und vom Missouri im Osten bis zum 104. Meridian im Westen) als Indianer-Land zur uneingeschränkten und unbehelligten Nutzung und Besiedlung durch die Great Sioux Nation fest. Die Great Sioux Reservation entstand.
Nach mehreren verlorenen Kriegen wurde das Reservat am 2. März 1889 durch den Kongress der Vereinigten Staaten in mehrere kleine Reservate geteilt. Durch den Dawes Act verloren sie das Gebiet. Der Dawes Act sah individuellen Landbesitz für Indianerfamilien vor. Viele Indianer kannten kein Privateigentum an Grund und Boden und verkauften vielfach aus Unkenntnis oder wirtschaftlicher Not ihr Land an weiße Siedler oder Spekulanten. Die nicht aufgeteilten Gebiete und Parzellen, die nach dem Tod der Besitzer an den Staat fielen, wurden zu Schleuderpreisen an weiße Interessenten verkauft. Das Reservatsland wurde in 160 Acres große Flächen unterteilt und an jedes Familienoberhaupt der Indianer zur alleinigen Nutzung zugeteilt. Alle unverheirateten Reservatsbewohner über 18 Jahre und minderjährige Waisen wurden mit 80 Acres belehnt, Kinder unter 18 Jahre erhielten 40 Acres, Ehefrauen nichts. Die oft ertragslosen Parzellen wurden jedoch erst nach 25 Jahren Eigentum der Indianer. Die US-Regierung fungierte als Treuhänder.
Nach Rodung des Präriegrases bauten die weißen Siedler primär Weizen an. Das hatte fatale Folgen und durch die Urbarmachung traten massive Dürren auf. Die tiefen Wurzeln des Präriegrases, dessen Halme den Staub auffingen, hatten die oberen Bodenschichten vor Erosion bewahrt, die nun massiv einsetzte. Durch Trockenheit und Staubstürme wurden die Ernten vernichtet und die Menschen in ihren Häusern regelrecht eingeweht.
Zwischen 1933 und 1938 mussten viele Farmer ihren Boden verlassen, als ihre finanziellen Ressourcen aufgebraucht waren. Sie suchten oft in anderen Regionen der USA nach Arbeit, vor allem in der landwirtschaftlichen Produktion in Kalifornien. Hier traten sie in Konkurrenz zu anderen Wanderarbeitern. Die USA waren damals von der Weltwirtschaftskrise wirtschaftlich stark angeschlagen und verzeichneten eine enorm hohe Arbeitslosigkeit (siehe Dust Bowl).
1937 wurde der Bankhead-Jones Farm Tenant Act beschlossen. Die Bundesregierung kaufte das Gebiet auf. Die Bundesregierung kaufte im großen Stil Farmen an, die von der großen Dürre betroffen waren und renaturierte die ursprüngliche Prärie. An eine Rückgabe an die Lakota Indianer und an die Pine Ridge Indianer Reservation wurde nicht gedacht. Teile des Gebietes wurden im Zweiten Weltkrieg militärisch genutzt. Offiziell wurde am 23. Juni 1960 das Buffalo Gap National Grassland auf Initiative der Bundesregierung durch den United States Forest Service geschaffen.

## Ansprüche der Lakota
Obwohl die Lakota-Indianer primär Gebiete in den Black Hills beanspruchen, erheben sie auch Anspruch auf die Buffalo Gap National Grasslands und den Badlands-Nationalpark.

## Auswilderung des Schwarzfußiltis

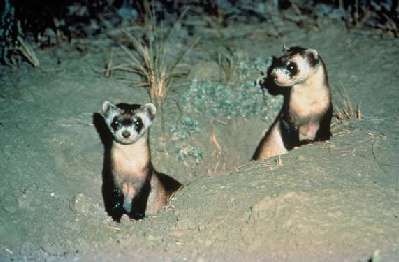
Zwei Schwarzfußiltisse

Das Grassland wurde bekannt durch die Auswilderung des vom aussterben bedrohten Schwarzfußiltisses. Auswilderungen wurden im Badlands-Nationalpark und im Buffalo Gap National Graslands durchgeführt, die erfolgreich verliefen. Von 1994 bis zum Jahr 2001 wurden insgesamt 225 Jungtiere geboren, der dort lebende Bestand wurde auf 200 Individuen geschätzt. Im Jahr 2005 betrug die Gesamtpopulation wieder geschätzte 500 Exemplare.